# Hydromantes shastae
Hydromantes shastae (tên tiếng Anh: Shasta Salamander) là một loài kỳ giông trong họ Plethodontidae.
Nó là loài đặc hữu của Hoa Kỳ.
Các môi trường sống tự nhiên của chúng là các khu rừng ôn hòa, suối nước ngọt, vùng nhiều đá, và hang.
Nó bị đe dọa do mất môi trường sống.